# Mesosa binigrovittipennis
Mesosa binigrovittipennis là một loài bọ cánh cứng trong họ Cerambycidae.